# Tefao
Tefao is een bestuurslaag in het regentschap Nias Utara van de provincie Noord-Sumatra, Indonesië. Tefao telt 846 inwoners (volkstelling 2010).